# Gegenerde

Angebliche Lage der Gegenerde im Sonnensystem (dargestellt als Gor)

Die Gegenerde (vom griechischen Antichthon, ἀντὶ „gegen“ und χθών „Erde“) ist ein hypothetischer erdähnlicher Körper im kosmologischen Modell des antiken griechischen Philosophen Philolaos. Daneben gibt es auch die moderne Vorstellung, dass es einen unentdeckten Planeten geben könne, der dieselbe Umlaufbahn um die Sonne wie die Erde hat, sich jedoch auf der gegenüberliegenden Seite der Erde im Lagrange-Punkt L3 hinter der Sonne befindet. Die Existenz eines solchen Planeten gilt heute als ausgeschlossen.
Das Konzept einer Gegenerde kommt auch in der modernen Science-Fiction-Literatur häufiger vor.

## Die Gegenerde bei Philolaos

Skizze aus Dante and the Early Astronomers von M. A. Orr, 1913.

### 10. Körper
Der pythagoreische Philosoph Philolaos lehrte in der zweiten Hälfte des 5. Jahrhunderts vor Christus, dass es ein „Zentralfeuer“ gebe, das den Mittelpunkt und Schwerpunkt des Universums bildet. Alle Dinge würden von diesem Mittelpunkt angezogen und alle Himmelskörper umkreisen ihn. Auf der innersten Bahn um das Zentralfeuer kreist die angenommene Gegenerde. Darauf folgen (von innen nach außen) Erde, Mond, Sonne, Merkur, Venus, Mars, Jupiter, Saturn und ganz außen die Fixsternsphäre. Bei ihrem Umlauf um das Zentralfeuer hat die (als flach gedachte) Erde eine gebundene Rotation, so dass sie dem Zentralfeuer immer die gleiche Seite zuwendet. Das Zentralfeuer ist für die Menschen damit immer „unten“ und unsichtbar, da die bewohnte Seite der Erde dem Zentralfeuer stets abgewandt ist. Die Gegenerde wurde von Philolaos aus Balancegründen als Gegengewicht der Erde eingeführt. Dies hatte folgenden Hintergrund: Die griechischen Philosophen stellten sich die Planeten als „leichte, ätherische“ Objekte vor. Die Erde hingegen bestand aus Erde und Wasser und war damit zweifellos ein „schwerer“ Körper. Wenn die Erde als einziger schwerer Himmelskörper das Zentralfeuer umkreist, wäre damit der Schwerpunkt des Universums nicht mehr im Mittelpunkt. Da dieser aber der Punkt ist, um den alles kreist, benötigte Philolaos' Modell einen zweiten Körper, der dieses durch die Erde verursachte Ungleichgewicht ausbalanciert: die Gegenerde.
Aristoteles kritisierte dieses System, da es nicht von den Erscheinungen, sondern von vorgefassten Ansichten ausgehe; die Gegenerde sei nur eingeführt worden, um die Zahl der bewegten Körper am Himmel auf zehn zu bringen, da diese Zahl als vollkommen galt. Aristoteles verwarf auch die These des „Zentralfeuers“ und befürwortete stattdessen das geozentrische Weltbild, in dem die Erde im Mittelpunkt der Welt ruht und alle Himmelskörper sie umkreisen.

### Erdunterseite
Alexander von Humboldt steht exemplarisch für die Interpretation der Gegenerde als die sich „in 24 Stunden um das Centralfeuer bewegende […] entgegengesetzte Halbkugel, die Antipoden-Hälfte unseres Planeten.“ Philolaos’ Nachfolger Hiketas von Syrakus, Ekphantos und Herakleides Pontikos vertraten „ebenfalls“ die Idee der Eigenrotation der Erde.

## Adaption der These

Lagrange-Punkte

Im heliozentrischen Weltbild, dessen Wurzeln ebenfalls in der Antike liegen und das sich in Europa vor allem während der Renaissance allgemein durchsetzte, umkreisen alle Planeten, einschließlich der Erde, die Sonne. Eine hypothetische Gegenerde, die die Sonne auf derselben Bahn wie die Erde umkreist, jedoch der Erde entgegengesetzt, würde von der Erde aus gesehen immer hinter der Sonne stehen und wäre dadurch niemals sichtbar.
Joseph-Louis Lagrange berechnete, dass es im Dreikörperproblem fünf Punkte gibt, in denen ein Körper mit kleiner Masse kräftefrei ist. Einer dieser fünf Punkte, L3 genannt, befindet sich im System Sonne–Erde stets auf einer solchen Position und wäre damit ein physikalisch möglicher Aufenthaltsort für einen bisher unentdeckten Planeten.
Durch diese Überlegungen konnte sich die Annahme, dass eine solche Gegenerde existierte, zumindest als theoretisch denkbare Hypothese vereinzelt noch bis in die Neuzeit halten.

### Probleme der These
Existierte ein solcher Planet tatsächlich, so wäre er stets hinter der Sonne verborgen. Er wäre jedoch trotzdem von der Erde aus auf Grund seines Gravitationseinflusses auf die anderen Planeten des Sonnensystems feststellbar. Es wurde kein solcher Einfluss festgestellt, und Raumsonden zu den Planeten Venus, Mars und anderen Orten wären nicht an ihrem Ziel angekommen, wenn eine Gegenerde existierte, da ein solcher Einfluss nicht in die Berechnung der Flugbahn mit einbezogen wurde. Hinzu kommt, dass die Umlaufgeschwindigkeit der Erde aufgrund ihres elliptischen Orbits geringfügig variiert. Eine Gegenerde müsste sich also sehr präzise in einer bestimmten Umlaufbahn befinden, um ständig hinter der Sonne zu bleiben.
Die Umlaufbahn einer Gegenerde wäre zudem in einer geologisch relativ kurzen Zeitspanne instabil und würde aus der exakten Gegenposition zur Erde wegwandern. Dies würde dazu führen, dass die beiden Planeten entweder zusammenstießen oder sehr nahe aneinander vorbeiflögen, was dazu führen würde, dass beide Planeten aus ihrem bisherigen Orbit geworfen würden.

## Die Gegenerde in der Science Fiction
In der Science-Fiction-Literatur wird das Konzept der Gegenerde gelegentlich aufgegriffen, z. B.:
- Im Gor-Zyklus von John Norman
- In der Serie Weltraumpartisanen von Nikolai von Michalewsky
- Im Film Unfall im Weltraum
- Im Film Gamera gegen Guiron – Frankensteins Monsterkampf im Weltall
- Im Kinderbuch Urmel fliegt ins All von Max Kruse (Planet Arutuf (rückwärts von Futura))
- Im Science-Fiction-Drama Another Earth nähert sich der Erde ein Planet, der ihr in fast allen Merkmalen (wie z. B. Kontinenten und den dort lebenden Personen) gleicht.
- In den Folgen 27 und 28 der Hörspielserie Doktor Brockers Weltraumabenteuer entdeckt das Team von Doktor Brocker eine solche Gegenerde.

## Die zweite Erde
Von der Gegenerde zu unterscheiden ist eine mögliche zweite Erde, d. h. ein erdähnlicher Planet unter den Exoplaneten jenseits des Sonnensystems.